# Dossenberger-Gymnasium

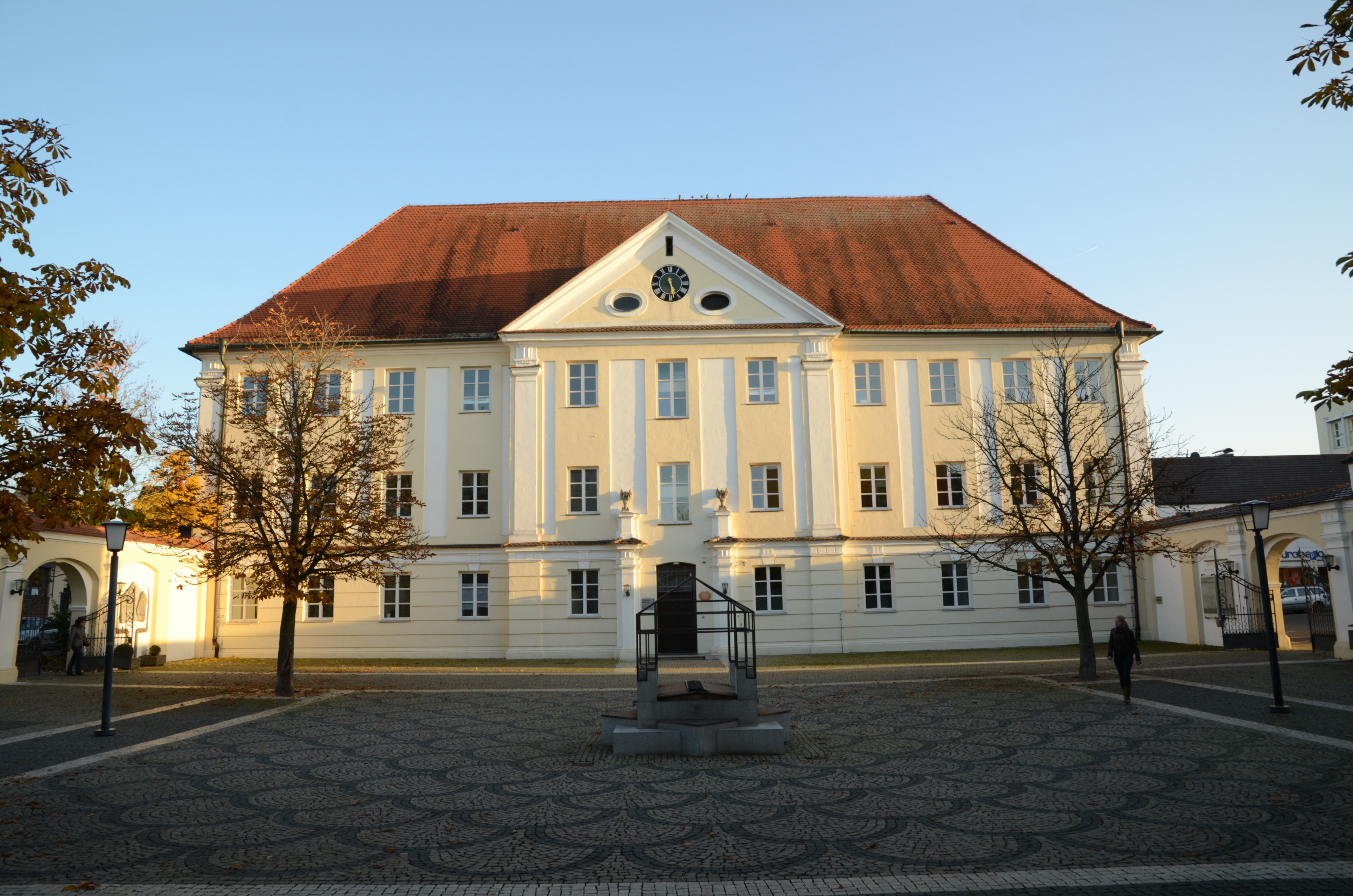
Ehemalige Österreichische Kaserne – von 1900 bis 1969 befand sich hier das Humanistische Gymnasium Günzburg

Das Dossenberger-Gymnasium ist ein Gymnasium im bayerisch-schwäbischen Günzburg.

## Schulprofil
Im Schuljahr 2023/2024 hatte die Schule 60 hauptamtliche Lehrer und 700 Schüler. Sie ist eine Europaschule und eine offene Ganztagsschule mit einem bilingualen Angebot. Sie bietet ab der Jahrgangsstufe 8 eine sprachliche und eine naturwissenschaftlich-technologische Ausbildungsrichtung an.  In der Unterstufe verfügt das Gymnasium über Chor-, Bläser- und Streicherklassen. Es ist eine Umweltschule in Europa, eine Fairtrade-Schule und nimmt am Schüleraustauschprogramm Erasmus+ teil.

## Geschichte
Das Gymnasium wurde 1900 gegründet und bezog seinen ersten Schulbau in der ehemaligen Österreichischen Kaserne, die nach Plänen von Joseph Dossenberger errichtet worden war, nach dem die Schule benannt ist. Nach dem Zweiten Weltkrieg wurde die Schule als Humanistisches Gymnasium für Jungen und Mädchen neu gegründet. 1969 erfolgte der Umzug in das neuerrichtete Schulgebäude „Am südlichen Burgfrieden“ und ein Jahr später wurde es in Dossenberger-Gymnasium umbenannt.

## Sanierung und Erweiterung
Das Gymnasium wurde von 2018 bis 2024 generalsaniert und erweitert.

## Ehemalige

### Lehrer
- Karl Theodor Engelhardt (1926–1988), Lehrer am Gymnasium ab 1951; später Landtagsabgeordneter

### Schüler
- Johannes Nörr (1886–1974), Veterinärmediziner
- Ernst Geyer (1888–1949), Jurist
- Ludwig Thoma (1890–1972), Politiker
- Lucius Roth OSB (1890–1950), katholischer Ordensgeistlicher und Märtyrer
- Adolf Kratzer (1893–1983), Physiker
- Franz Nagel (1907–1976), Maler und Grafiker
- Josef Mengele (1911–1979), NS-Kriegsverbrecher und Mediziner
- Otto Meyer (1926–2014), Landtagsabgeordneter und Staatssekretär
- Hermann Graml (1928–2019), Historiker und Publizist
- Karl Kling (1928–2021), Politiker
- Bernd Grose (1933–2019), Architekt und Hochschullehrer
- Franz Schick (1936–2022), Landtagsabgeordneter und Landrat des Landkreises Neu-Ulm
- Gerd Motzke (* 1941), Jurist
- Hubert Weiger (* 1947), Naturschützer
- Alfred Sauter (* 1950), Jurist und Politiker, ehemaliger bayerischer Justizminister
- Diana Damrau (* 1971), Sängerin
- Philipp Riederle (* 1994), Podcaster, Autor und Unternehmensberater
- Franziska Jaser (* 1996), Fußballspielerin